# Uccle
Ukkel (holland) vagy Uccle (francia) egyike a Brüsszel fővárosi régiót alkotó 19 alapfokú közigazgatási egységnek, községnek. A kerület egyike a Brüsszelben található legelegánsabb lakóövezeteknek, ennek megfelelően a kerületben meglehetősen magasak az ingatlanárak és a bérleti költségek. A kerületben vegyesen találhatók apartmanok, sorházak és saját kerttel rendelkező családi házak.
A kerülettel szomszédos (nyugatról az óramutató járásának megfelelően) Forest, Ixelles, Brüsszel (belváros) és Watermael-Boitsfort kerületek, valamint délről Sint-Genesius-Rode, Linkebeek, Beersel és Drogenbos települések, amelyek a flandriai régióhoz tartozó Flamand-Brabant tartomány részei.

## Földrajz
Uccle 22,9 km²-es területével a legnagyobb a 19 brüsszeli kerület közül. Brüsszel központjától délre található, a kerületnek kb. 76 000 lakosa van. Uccle a brüsszeli régió egyik „legzöldebb” kerülete, számos park mellett a Forêt de Soignes erdő egy része is a kerület határain belül található.

## Története

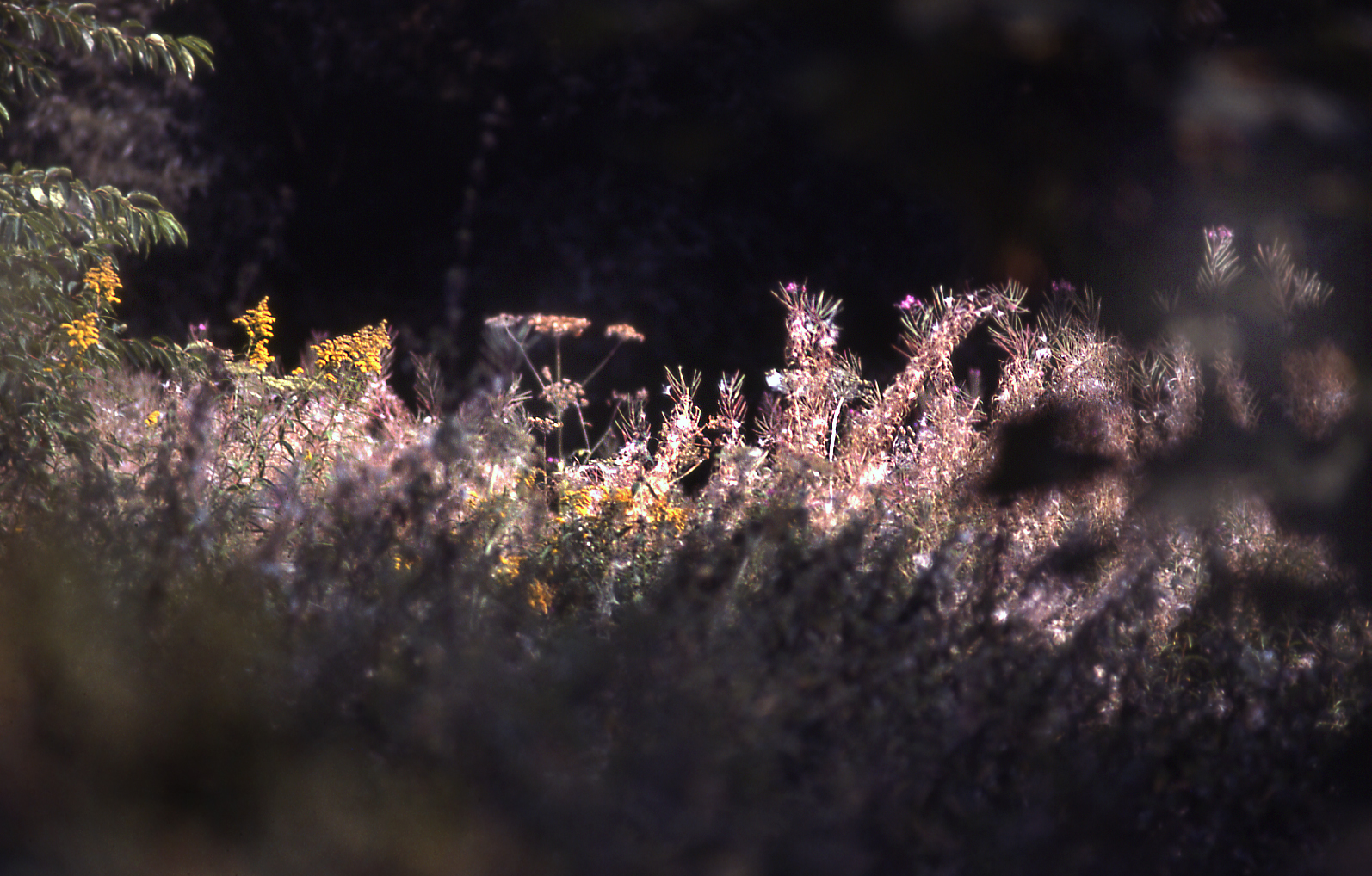
Vadvirágok az egyik uccle-i parkban

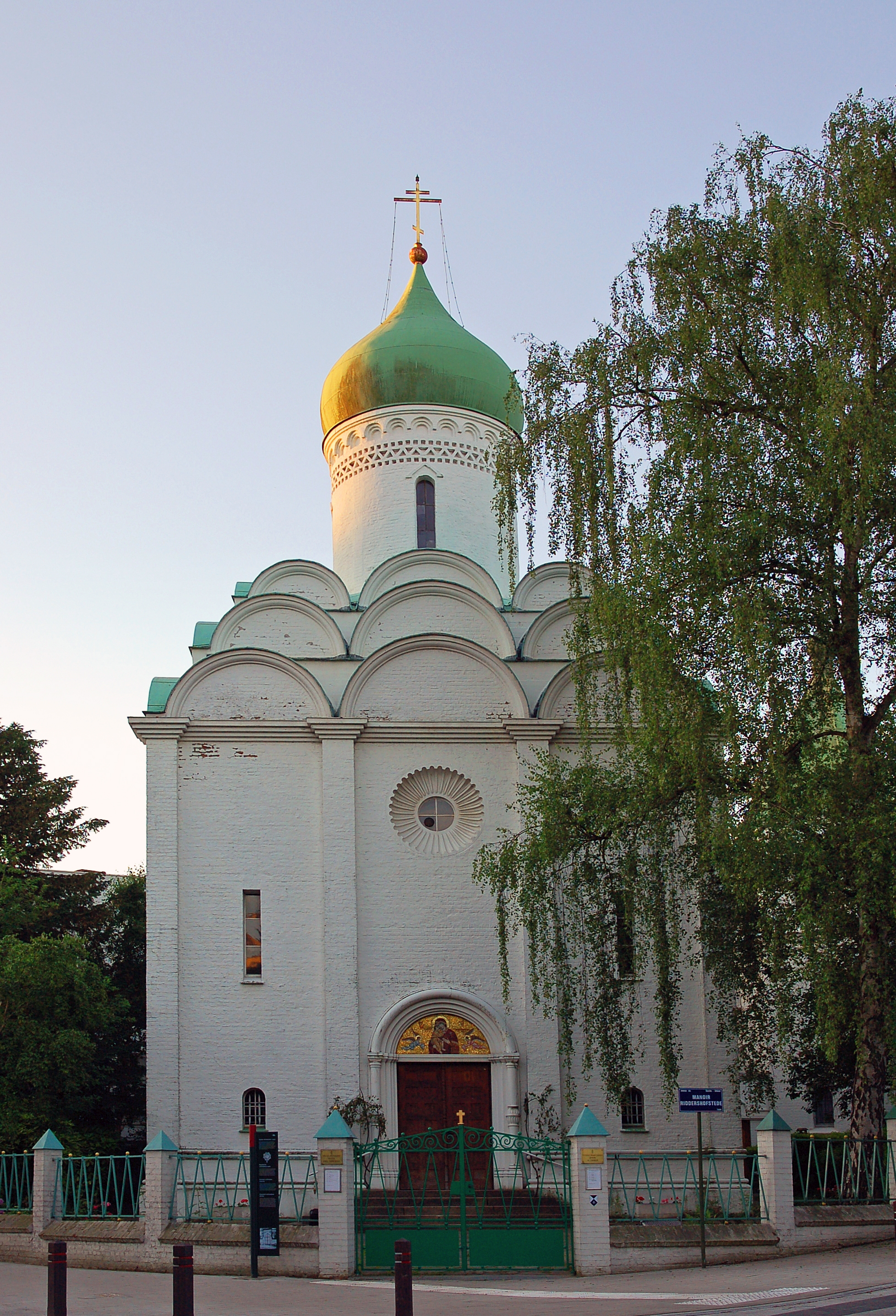
A helyi ortodox templom épülete

A legenda szerint a kerületben található Szent Péter-templomot 803-ban Nagy Károly és Gerbald liège-i püspök jelenlétében szentelték fel III. Leó pápa tiszteletére. Az elkövetkező századok során számos frank nemesi család telepedett meg a környéken és építette fel rezidenciáját. A kerület egyik részének neve, Woluesdal, amely később Wolvendael, először 1209-ben szerepelt egy okiratban. 1467-ben Izabella portugál hercegnő, III. Fülöp burgundi herceg felesége, egy ferences-rendi kolostort alapított a kerületben. Bár később Uccle lett Brüsszel és környékének bírósági központja, a település egészen sokáig megőrizte vidékies jellegét, és lakói jórészt mezőgazdasági tevékenységgel, illetve erdőgazdálkodással foglalkoztak.
Az 1794-es francia hódítást követően Uccle összeolvadt a környező kisebb településekkel és a város saját polgármestert, illetve közgyűlést kapott. Az első városháza viszont csak 1828-ban, immár az Egyesült Holland Királyság uralma alatt, épülhetett. A város ekkor lendületes fejlődésnek indult, elsősorban szerencsés fekvésének köszönhetően: a fővárost az iparosodó déli területekkel összekötő két főút is erre haladt. A második, jóval nagyobb és díszesebb városháza 1872 és 1882 között épült, ebben az időszakban a bankár Georges Brugmann sokat tett a kerület fejlődéséért. A 20. század elején a helyi lakos Michel van Gelder kitenyésztett egy új tyúkfajtát, amelynek a d'Uccle nevet adta. Számos lakóház épült ebben az időszakban, de Uccle mégis megőrizte számos parkját és zöldterületét, amely ma a kerület egyik legnagyobb vonzerejét jelenti.

## Látnivalók, érdekességek

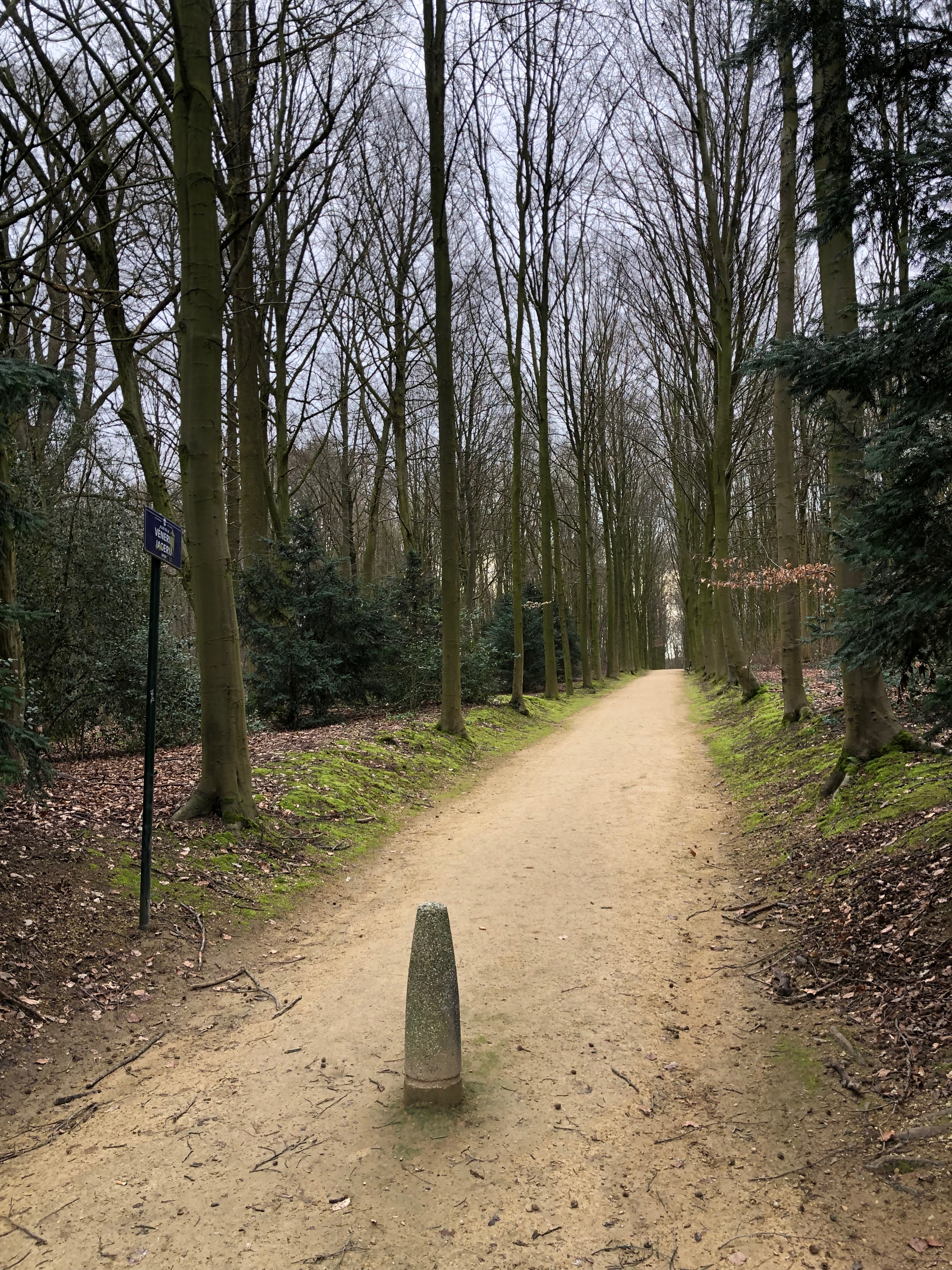
A Bois de la Cambre/Ter Kamerenbos egyik sétánya

### Parkok és zöldterületek
Uccle elsősorban lakóövezet, de számos park található itt, mint pl. a Wolvendael és a Verrewinkel parkok.
- A Plateau Avijl 8.5 hektáros területén kiskertek, rétek és fás területek váltakoznak. Nemrégiben a terület egy részén lakóházakat szerettek volna építeni, de a helyi "Protection et avenir d'Avijl" egyesületnek sikerült megvédeni a terület vidékies jellegét, az itt található különleges állat- és növényvilágot.
- A Bois de la Cambre (hollandul: Ter Kamerenbos) Brüsszel egyik nagy parkja, amelyet még II. Lipót belga király építtetett, mivel megrémítette a főváros fejlődési üteme és attól tartott, hogy minden zöldterületet be fognak építeni a 19. század végére. A parkot az Avenue Louise köti össze a belvárossal és ennek eredményeként hétvégén a sportolók és a kikapcsolódó családok vegyesen élvezik a parkot. A parkon keresztül vezető utakat hétvégén részben lezárják és a kerékpárosok, gyalogosok rendelkezésére bocsátják. A parkban rendezik meg minden évben a 24h vélos du Bois de la Cambre[2] kerékpáros-versenyt.
- Sauvagère/Kauwberg park
- Montjoie park
- Brugmann park
- Wolvendael park: mielőtt a Jansen családtól a kerület tulajdonába került volna a park és az itt található kastély, a Coghen család tulajdonában volt a terület. A család egyik utóda Paula belga királyné. Apai nagyszülei, Ruffo di Calabria herceg és Laure Mosselman du Chenoy 1877-ben a Wolvendael kastélyban házasodtak össze.

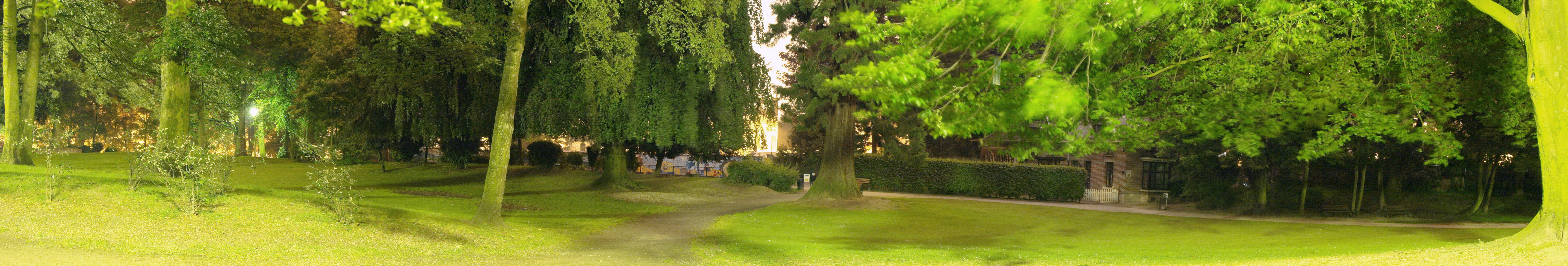
A Montjoie park látképe

- Raspail kert
- Wolvenberg park
- Kinsendael/Kriekenput park
- Fond'Roy park
- Verrewinkel és a Buysdelle park

### Körzetek

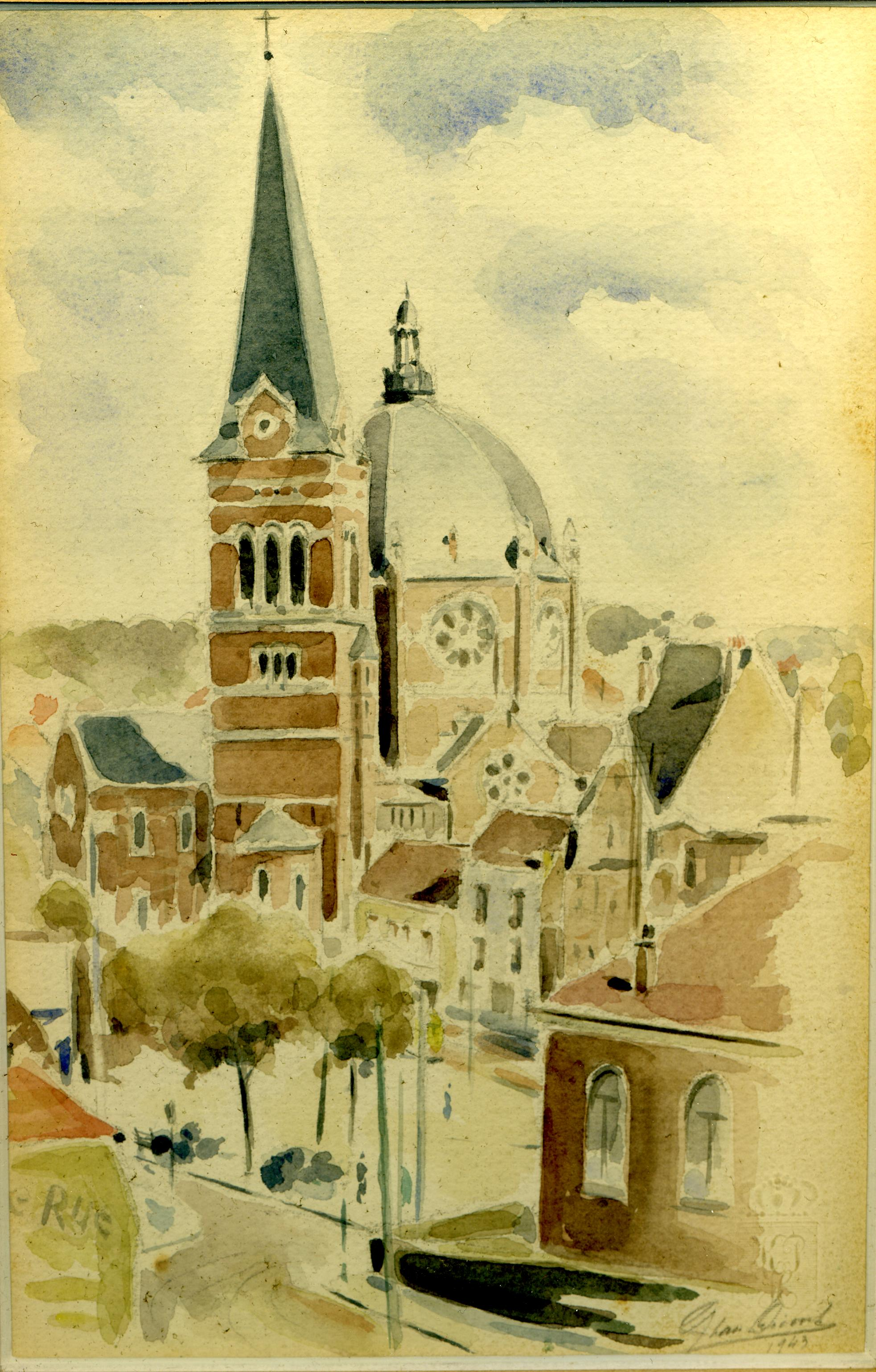
Uccle és a Saint-Job templom látképe 1943-ból. Léon van Dievoet építész festménye.

- A Quartier du Prince d'Orange körzet nevét eredetileg az Avenue du Prince d'Orange útról kapta, amely a kerület legdélebbi részén található. Itt találhatók a kerület leggazdagabb lakosai, akik impozáns, saját park közepén álló villákban és kisebb kastélyokban laknak. Mivel itt csak lakóházak találhatók és egyetlen nagyobb út sem halad erre, ez a kerület egyik legcsöndesebb része, ennek megfelelően itt a legmagasabbak az ingatlanárak.
- Vivier d'Oie a Place Saint-Job és a Forêt de Soignes mellett található lakóövezet, számos híres étterem található itt, mint pl. a Villa Lorraine.
- Fort Jaco: Uccle déli részén található körzet, számos üzlettel, amelyeket a közeli Prince d'Orange és Saint-Job körzetekből számos lakos keres fel. Esténként és hétvégén Uccle egyik legforgalmasabb része.
- Saint-Job A Chaussée de Waterloo közelében található lakókörzet, számos kis üzlettel. A körzet részben megőrizte a régi falu településszerkezetét, hiszen egyes utcák végén még ma is kis rétek, zöldterületek találhatók.
- Uccle-centre a Chaussée d'Alsemberg és a városháza közelében található körzet, lakóövezet üzletekkel. Uccle igazi központja, a városháza, a Szent Péter-templom és az itt található számos iskola révén.
- A Dieweg körzet lényegében az azonos nevű utca köré épült ki, amely a királyi csillagvizsgálótól a Calevoet állomásig húzódik.

### Iskolák
- Az általános iskolák közül számos közösségi (Homborch, St Job, Val Fleuri, Verrewinkel, Messidor, Uccle-Centre, Eglantiers, Longchamps) iskola mellett magániskolák (Plein Air, Regina Pacis) és a katolikus egyház által üzemeltetett iskolák (Saint-Vincent de Paul, Saint-Joseph, Saint-Paul, Notre Dame de la Consolation, Institut Montjoie) működik.
- Két középiskola működik a kerületben: az Athénée royal d'Uccle 1 (a csillagvizsgáló szomszédságában) és az Athénée Royal d'Uccle 2 (a Linkebeek állomás és a Homborch általános iskola mellett).
- A kerületben található a belgiumi francia közösség egyik leghíresebb főiskolája, a Collège Saint-Pierre. Emellett számos főiskola működik még itt: Ecole Montjoie, Notre Dame des Champs, Ecole Decroly, Le Lycée Français de Belgique.
- A kerületben található az Európai Unió intézményei által fenntartott École Européenne de Bruxelles I Uccle[3] intézménye is, ahol magyarul is folyik tanítás.

### Egyéb

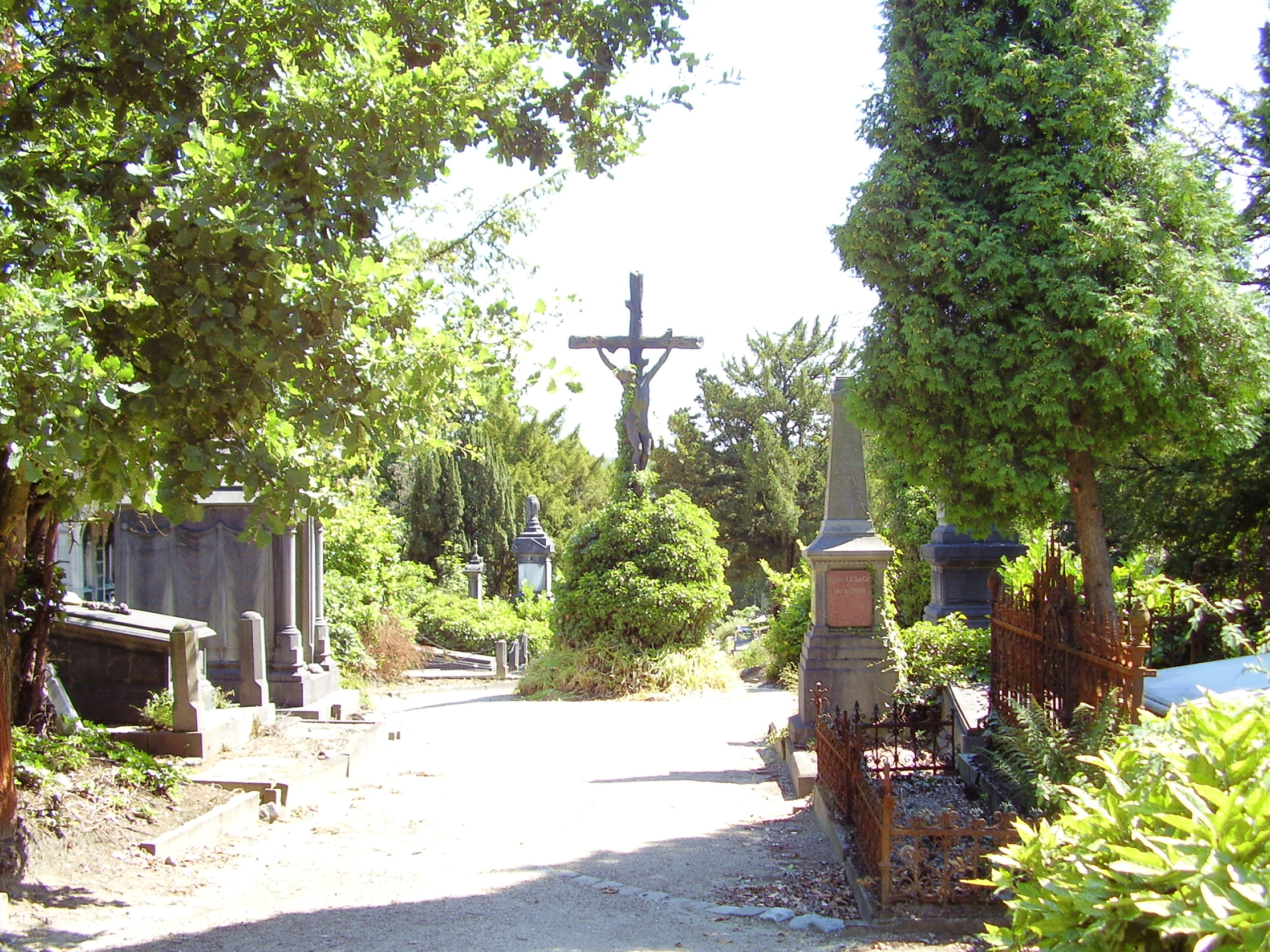
A Dieweg temető

- A kerületben működik a Clinique Edith Cavell kórház, amely a brüsszeli régió egyik legmodernebb kórháza. A Brüsszelben élő külföldiek (beleértve a magyar közösséget is) közül sokan ebben a kórházban hozzák világra gyermekeiket, amely elnyerte a "bababarát kórház" kitüntető címet is. A kórház hivatalosan a Brüsszel város és a Vallon-Brabant tartomány hat kórházát tömörítő CHIREC (Centre Hospitalier Interrégionel Edith Cavell) intézmény része.
- Az uccle-i temető, vagy ismertebb nevén a diewegi temetőt az 1866-os brüsszeli kolerajárvány után hozták létre, de napjainkban a temető fái és a régi sírkövek különös, romantikus hangulatot teremtenek.
- A kerületben található a Belga Királyi Csillagvizsgáló (Institut Royal Météorologique de Belgique / Koninklijke Sterrenwacht van België) és a Belga Meteorológiai és Légkörkutatási Intézet (Institut d'Aéronomie Spatiale de Belgique / Belgisch Instituut voor Ruimte-aëronomie) is. Minden hivatalos belga meteorológiai adat, amennyiben nem tüntetik fel a mérés helyét, Uccle-re vonatkozik.
- A Villa Bloemenwerf a 19. század végén épült Art Nouveau stílusban, Henry Van de Velde tervei alapján.

## A kerület híres szülöttei
- Auguste Danse (1829–1929). rézkarcoló
- Joseph Divoort, Uccle polgármestere 1933 és 1938 között.
- Philippe Moureaux (1939–) belga politikus, államminiszter.
- Olivier Paques (1977–) képregényrajzoló.
- Olivier Strebelle (1927–) szobrász.
- Philippe Samyn (1948–) építész.
- Toots Thielemans (1922– 2016) jazz zenész.
- Jacques Tits (1930–) matematikus.
- Vincent Kompany (1986–) labdarúgó, az RSC Anderlecht-nél kezdte pályafutását, jelenleg a Manchester City játékosa.
- Anouk Grinberg (1963–) francia színésznő.
- Frédéric Jannin (1956–) képregényrajzoló, humorista és zenész.
- Matilda belga hercegnő, szül. Mathilde d'Udekem d'Acoz (1973–). Belga királyi hercegnő, Fülöp belga koronaherceg felesége.
- Roger DeCoster (1944–) motokrossz versenyző.
- Joachim Lafosse (1975–) író, forgatókönyvíró és rendező.
- Yves Ghiaï de Chamlou (1957–) építész.
- Salvatore Adamo (1943–) dalszerző és előadó
- Jean-Michel Folon (1934–2005) festő.
- Geert van Istendael (1947–) író.
- Waldemar Kita (1954–) a Football Club de Nantes elnöke.
- Robert Denoël (1902–1945) szerkesztő.

## Testvérváros
- Neuilly-sur-Seine